# Veresegyház
Veresegyház is een plaats (város) en gemeente in het Hongaarse comitaat Pest. Veresegyház telt 14 310 inwoners (2007).

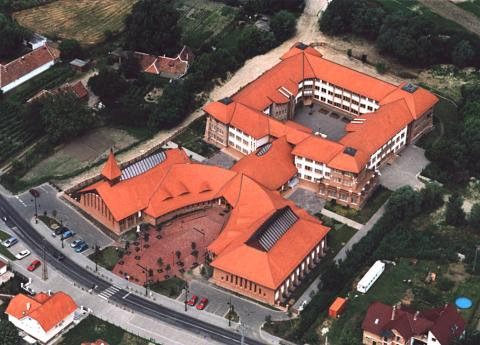
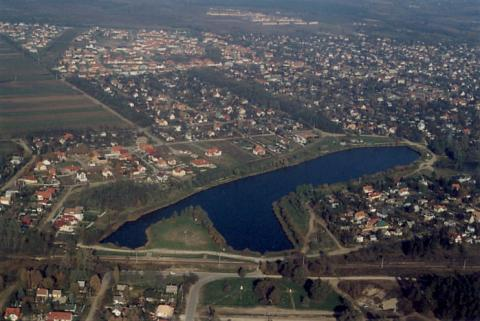
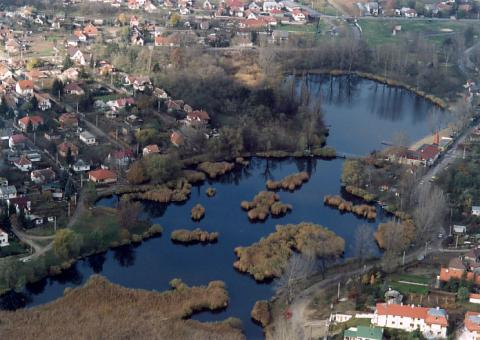